# Äquivalenzumformung
In der Mathematik bezeichnet Äquivalenzumformung (lateinisch aequus = gleich; valere = wert sein) eine Umformung einer Gleichung bzw. Ungleichung, die den Wahrheitswert unverändert lässt (logische Äquivalenz). Die umgeformte logische Aussage ist also für dieselbe Variablenbelegung wahr wie die ursprüngliche Aussage. Äquivalenzumformungen sind die wichtigste Methode zum Lösen von Gleichungen und Ungleichungen.
Damit eine Umformung eine Äquivalenzumformung ist, muss gelten:
- Es gibt eine Umkehrung der Umformung (inverse Operation), durch die die Umformung rückgängig gemacht werden kann.
- Die Lösungsmenge der Gleichung bzw. Ungleichung bleibt unverändert.

Äquivalenzumformungen werden in der Schulmathematik üblicherweise im Raum der reellen Zahlen durchgeführt, da die Zahlengerade anschaulich und weder nach unten noch nach oben begrenzt ist. Prinzipiell können aber Gleichungen oder Ungleichungen beliebiger Strukturen so oder ähnlich behandelt werden, was jedoch nicht Gegenstand dieses Artikels ist.
Bei einer Äquivalenzumformung werden stets beide Seiten der Gleichung oder Ungleichung umgeformt.
Wird nur eine der Seiten umgeformt, handelt es sich stattdessen um eine Termumformung.

## Zweck von Äquivalenzumformungen
Oft kann man Probleme darauf zurückführen, dass eine bestimmte Zahl (eine Größe, ein Preis, eine Zeitdauer oder ähnliches) zu ermitteln ist. Von dieser Zahl, die man oft als Unbekannte {\displaystyle x} schreibt, ist bei der Problemstellung eine Information (eine Eigenschaft oder eine Bedingung) gegeben, die sich als Gleichung oder Ungleichung schreiben lässt, das heißt die gegebene Information steckt dann in dieser Gleichung oder Ungleichung. Äquivalenzumformungen verändern nicht den Informationsgehalt, das heißt man kann die gegebene Information dadurch anders darstellen. Das Ziel ist eine Vereinfachung, um einen besseren Überblick über alle möglichen Lösungen zu bekommen. Im Idealfall erhält man so die gesuchte Zahl, im Falle von Ungleichungen den gesuchten Zahlenbereich.

## Äquivalenzumformungen von Gleichungen
Für Gleichungen sind die folgenden Umformungen zulässig:
- Addition eines Terms
- Subtraktion eines Terms
- Multiplikation mit einem Term ungleich 0
- Division durch einen Term ungleich 0
- Anwendung einer injektiven Funktion

### Addition und Subtraktion
Eine Äquivalenzumformung ist beispielsweise die Addition oder Subtraktion eines Terms auf beiden Seiten einer Gleichung. Subtrahiert man auf beiden Seiten der Gleichung
{\displaystyle x+5=7}
die Zahl 5, so erhält man die Gleichung
{\displaystyle (x+5)-5=(7)-5}
und durch Vereinfachung der beiden Seiten schließlich
{\displaystyle x=2}.

### Multiplikation und Division

Multiplikation mit 4 bzw. Division durch 4

Die Multiplikation oder Division eines Terms auf beiden Seiten der Gleichung, solange dieser ungleich 0 ist, ist ebenfalls eine Äquivalenzumformung.
Zu beachten ist, dass die Multiplikation mit Null oder Division durch Null oft versteckt auftritt; so entspricht beispielsweise die Multiplikation mit dem Term {\displaystyle x-1} einer Multiplikation mit Null, wenn {\displaystyle x=1} ist. Eine solche „versehentliche“ Multiplikation mit Null oder Division durch Null kann man durch Fallunterscheidung vermeiden: Fälle, in denen ein Multiplikator oder Divisor Null ist, sind gesondert zu untersuchen; ansonsten sind die umgeformten Aussagen nur unter einer entsprechenden Zusatzvoraussetzung (also nicht allgemein) zueinander äquivalent.
Die Division durch 0 in einer angeblichen Äquivalenzumformung ist ein bekanntes Beispiel für einen mathematischen Trugschluss.

### Anwendung einer injektiven Funktion
Das Umformen durch Addition, Subtraktion, Multiplikation und Division lässt sich verallgemeinern, indem man zum Beispiel die Operation {\displaystyle {}+3} als Funktion {\displaystyle t\mapsto t+3} auffasst.
Eine solche Funktion muss linksseitig umkehrbar sein, das heißt für eine Funktion {\displaystyle f} existiert eine Umkehrfunktion {\displaystyle g}, sodass {\displaystyle g(f(x))=x}. Solche Funktionen heißen injektiv.

### Gegenbeispiel: Quadrieren
Im Raum der reellen Zahlen ist das Quadrieren keine Äquivalenzumformung.
Das Quadrieren ist eine Funktion, die vom gesamten Raum der reellen Zahlen in den Raum der nichtnegativen reellen Zahlen abbildet.
Die Umkehroperation dazu, das Wurzelziehen, ist jedoch nicht eindeutig, denn zu {\displaystyle x^{2}=4} gibt es zwei verschiedene reelle Lösungen, nämlich {\displaystyle x=+2} und {\displaystyle x=-2}.
Das Quadrieren auf den gesamten reellen Zahlen hat keine linksseitige Umkehrfunktion.
Wenn man den Zahlenbereich für die beiden Seiten der Gleichung so einschränkt, dass sie entweder {\displaystyle {}\geq 0} oder aber {\displaystyle {}\leq 0} sind, ist das Wurzelziehen auf diesem eingeschränkten Zahlenbereich eindeutig.
Setzt man beispielsweise {\displaystyle x\leq 0} voraus, so sind die Gleichungen {\displaystyle x^{2}=4} und {\displaystyle x=-2} gleichwertig.
Setzt man hingegen {\displaystyle x\geq 0} voraus, so sind die Gleichungen {\displaystyle x^{2}=4} und {\displaystyle x=+2} gleichwertig.
In den beiden obigen Beispielen ist {\displaystyle x} in zwei Rollen unterwegs.
Einerseits ist es die einzige Unbekannte in der Gleichung, andererseits ist es die komplette linke Seite der Gleichung.
Die Argumentation mit der Umkehrfunktion zielt immer auf die beiden Seiten der Gleichung ab, nicht jedoch auf die Unbekannten.
Ist die Gleichung beispielsweise {\displaystyle (x-5)^{2}=9}, muss der Zahlenbereich so eingeschränkt werden, dass der Term {\displaystyle x-5} entweder immer {\displaystyle {}\geq 0} oder aber immer {\displaystyle {}\leq 0} ist.

## Äquivalenzumformungen von Ungleichungen
Bei Ungleichungen ist das Inversionsgesetz zu beachten, nach dem bei Multiplikation mit bzw. Division durch eine negative Zahl die Ordnungsrelation die Richtung ändert. Multipliziert man beispielsweise die Ungleichung
{\displaystyle x>y\!}
mit −5, so erhält man die äquivalente Ungleichung
{\displaystyle -5x<-5y\!}.
Division durch −5 liefert wieder die ursprüngliche Ungleichung.
Verallgemeinert ist die Anwendung einer streng monotonen Funktion auf beide Seiten einer Ungleichung eine Äquivalenzumformung; bei streng monoton steigenden Funktionen bleibt die Richtung der Ordnungsrelation erhalten; bei streng monoton fallenden Funktionen ändert die Ordnungsrelation die Richtung. Obiges Beispiel der Multiplikation mit −5 auf beiden Seiten entspricht der Anwendung der streng monoton fallenden Funktion {\displaystyle t\mapsto -5t}.
Multipliziert man eine Ungleichung mit einer Zahl, deren Vorzeichen nicht bekannt ist, so ist eine Fallunterscheidung erforderlich. So möchte man beispielsweise die Ungleichung
{\displaystyle {\frac {x+3}{x-2}}<2}
gerne mit {\displaystyle x-2} multiplizieren, aber es ist nicht bekannt, ob {\displaystyle x>2} oder {\displaystyle x<2} gilt (der Fall {\displaystyle x=2} ist auszuschließen, da dann die linke Seite der Ungleichung nicht einmal definiert wäre).
Falls {\displaystyle x>2} gilt, ergibt sich {\displaystyle x+3<2x-4}, im Fall {\displaystyle x<2} dagegen {\displaystyle x+3>2x-4}. Somit ist die gegebene Ungleichung insgesamt äquivalent zu
{\displaystyle (x>2{\text{ und }}x+3<2x-4){\text{ oder }}(x<2{\text{ und }}x+3>2x-4)}
und dies wiederum zu
{\displaystyle (x>2{\text{ und }}7<x){\text{ oder }}(x<2{\text{ und }}7>x).}
insgesamt ist die ursprüngliche Ungleichung also äquivalent zu
{\displaystyle x<2{\text{ oder }}x>7.}
Anstatt die logischen Kombinationen wie hier im Hinblick auf die Äquivalenz gemeinsam abzuhandeln, ist es üblich, die Fälle nacheinander und getrennt zu bearbeiten und am Ende zusammenzufassen.

## Notation
Äquivalenzumformungen werden meist mit einem Äquivalenzpfeil ⇔ (Unicode U+21D4) bezeichnet. Angewendet auf obiges Beispiel also:
{\displaystyle x+5=7\Leftrightarrow x=2\!}..
Darstellung der Umformungsoperation: Insbesondere in der Schulmathematik wird bei Äquivalenzumformungen oft mit einem senkrechten Strich hinter der (Un-)Gleichung dargestellt, welche Operation als nächste auf beide Seiten der (Un-)Gleichung angewendet werden soll. Die obigen Beispiele schreiben sich dann in der Form
{\displaystyle x+5=7\;\;\;\;\;\;\;\;|-5}
{\displaystyle x=2\;}
bzw.
{\displaystyle x>y\;\;\;\;\;\;\;\;\;\;\;\;|\cdot (-5)}
{\displaystyle -5x<-5y\;}.